# Mammillaria flavicentra
Mammillaria flavicentra (biznaga de espinas áureas) es una especie endémica de biznaga perteneciente a la familia Cactaceae que se distribuye en Oaxaca y Puebla en México. La palabra flavicentra previene del latín que significa «centro amarillo» en alusión a las espinas centrales de coloración amarilla.

## Descripción
Sus tallos son simples o ramificados desde la base, hasta 25 cm de alto y 12 cm de ancho, globosos a corto cilíndricos. Los tubérculos de 8 mm de largo y 6 de ancho. Las areolas de 1 mm, circulares, tiene de 14 a 24 espinas radiales aciculares, rectas, rígidas, amarillentas o blancas y cuentan con cerca de 5 espinas centrales de 0.5 a 3 cm de largo, subuladas ascendentes, rígidas, de color amarillo a pardo rojizo, con el ápice pardo oscuro. Las flores de 2 cm de largo son de color rosado a púrpura. El fruto de 2 cm de largo y 0.7 cm de ancho, claviformes de color rojo-verdoso, las semillas de 1mm de largo cuenta con una testa pardo-oscura, tienen un relieve reticulado. La floración ocurre entre los meses de octubre y febrero y la fructificación entre noviembre y febrero.

## Distribución
Endémica de los estados de Oaxaca y Puebla en México.

## Hábitat
Habita bosques tropicales caducifolios, en elevaciones de 800 a 2500 m s. n. m.

## Estado de conservación
Poblaciones de esta especie habitan la reserva de la biósfera de Tehuacán-Cuicatlán, sin embargo, poco se sabe de la ecología de esta especie y por lo tanto no se tiene conocimiento de posibles amenazas para sus poblaciones.